# Distrikt Bolognesi
Der Distrikt Bolognesi liegt in der Provinz Pallasca in der Region Ancash in West-Peru. Der Distrikt wurde am 15. Juli 1936 gegründet. Er besitzt eine Fläche von 81,8 km². Beim Zensus 2017 wurden 1071 Einwohner gezählt. Im Jahr 1993 lag die Einwohnerzahl bei 1508, im Jahr 2007 bei 1367. Die Distriktverwaltung befindet sich in der etwa 2800 m hoch gelegenen Ortschaft Bolognesi mit 374 Einwohnern (Stand 2017). Bolognesi liegt 6,5 km nordwestlich der Provinzhauptstadt Cabana.

## Geographische Lage
Der Distrikt Bolognesi liegt im Nordwesten der Provinz Pallasca. Der Río Tablachaca fließt entlang der nordwestlichen Distriktgrenze nach Südwesten. Dessen Nebenflüsse Río Sacaycacha und Río Boca Cabanas begrenzen den Distrikt nach Norden und nach Süden.
Der Distrikt Bolognesi grenzt im Nordwesten an die Distrikte Santiago de Chuco und Santa Cruz de Chuca (beide in der Provinz Santiago de Chuco), im Norden an den Distrikt Pallasca, im Osten an den Distrikt Huandoval, im Südosten an den Distrikt Cabana sowie im Süden an den Distrikt Tauca.